# David Dannel
David Urbanus Dannel, også stavet Danell og de Nell (født 29. maj 1608, død 28. juli 1661 eller 4. august 1661, var en søofficer). I 1641 blev han kaptajn i flåden, og i 1644 var han admiral Pros Munds flagkaptajn i Slaget ved Lolland, hvor han blev taget til fange.
Dannel har dog særlig knyttet sit navn til de grønlandstogter, som general-toldforvalter Henrik Müller udrustede i årene 1652-54 for at sejle til Østerbygden. Da togterne i 1605-7 ikke var nået til østkysten, slog Dannel atter ind på den gamle vej, den såkaldte Eriksstævne, idet han i 1652 gik nord om Island til Grønlands østkyst. Her stødte han dog på så store ishindringer, at han måtte stå syd på langs iskanten og først kom i land på vestkysten omtrent i samme egn, hvor John Cunningham var landet i 1605.
I 1653 gik han tilmed helt op til Jan Mayen, men ikke des mindre forløb rejsen på samme måde. Hans sidste rejse i 1654 var et almindeligt fangsttogt til vestkysten. Der tog han fire Inuit til fange: en mand og tre kvinder. Disse blev sejlet til Bergen og præsenteret som udstillingsstykke. På Nationalmuseet i København hænger et maleri (antageligvis fra Salomon van Haven) der foreviget disse.
Dannels ekspeditioner har haft en del indflydelse på den følgende tids opfattelse af spørgsmålet om Østerbygdens beliggenhed. Ved sin død i 1660 var han assessor i Admiralitetet. Han blev begravet i Holmens Kirke.
Hans hustru hed Maren Pedersdatter.